# Pipa parva
The Sabana Surinam Toad, Pipa Pequena hoặc Pipa parva (tên tiếng Anh: Rana De Celdillas Zuliana) là một loài ếch trong họ Pipidae.
Nó được tìm thấy ở Colombia và Venezuela.
Các môi trường sống tự nhiên của chúng là xavan khô, xavan ẩm, đồng cỏ khô nhiệt đới hoặc cận nhiệt đới vùng đất thấp, đồng cỏ nhiệt đới hoặc cận nhiệt đới vùng ngập nước hoặc lụt theo mùa, đầm nước, hồ nước ngọt, hồ nước ngọt có nước theo mùa, đầm nước ngọt, đầm nước ngọt có nước theo mùa, vùng đồng cỏ, khu vực trữ nước, ao, ao nuôi trồng thủy sản, và kênh đào và mương rãnh.